# ورنون بنیامین مونتاستل
ورنون بنیامین مونتاستل (انگلیسی: Vernon Benjamin Mountcastle; ۱۵ ژوئیهٔ ۱۹۱۸ – ۱۴ ژانویهٔ ۲۰۱۵) دانشمند در زمینه عصب‌شناسی اهل ایالات متحده آمریکا بود.
وی همچنین برندهٔ جوایزی همچون نشان ملی علوم و جایزه لوئیزا گراس هوروویتس شده‌است.